# Olga-Polka
Die Olga-Polka ist eine Polka von Johann Strauss (Sohn) (op. 196). Das Werk wurde im Sommer 1857 in Pawlowsk in Russland erstmals aufgeführt.

## Einzelnachweis
1. ↑  Quelle: Englische Version des Booklets (Seite 86) in der 52 CDs umfassenden Gesamtausgabe der Orchesterwerke von Johann Strauß (Sohn), Hrsg. Naxos (Label). Das Werk ist als dritter Titel auf der 32. CD zu hören.